# 金裕晋
金裕晋（김유진，1983年6月19日—），韩国足球运动员。
金裕晋曾在K联赛球队水原三星蓝翼、釜山I'Park效力。2010年加盟J2联赛横滨FC，赛季结束后和球队解约。
2011年3月，金裕晋加盟中超球队辽宁宏运。